# Krasamaj
Krasamaj (belarusiska: Красамай) är ett vattendrag i Belarus.   Det ligger i voblasten Vitsebsks voblast, i den norra delen av landet, 220 km nordost om huvudstaden Minsk.
I omgivningarna runt Krasamaj växer i huvudsak blandskog. Runt Krasamaj är det glesbefolkat, med 14 invånare per kvadratkilometer.